# Tiny Pop
Tiny Pop este un canal de televiziune pentru copii din Regatul Unit, deținut de Sony Pictures Television. Este difuzat pe multe din cele mai importante platforme de televiziune digitală din Marea Britanie. A fost lansat la 27 iulie 2004, iar publicul său sunt copiii de vârstă preșcolară. Postul transmite conținut animat, provenit de la diverși distribuitori.

## Programe
- Care Bears: Bine ați venit la Care-a-Lot
- Care Bears: Deblochează Magia[3]
- Care Bears și verișorii
- Cookie Monster's Foodie Truck[4]
- Cat in the Hat știe tot despre aceasta![5]
- Dot.[6]
- The Doozers[7]
- Ella, Oscar și Hoo
- Franklin și prietenii
- Kody Kapow
- Lilybuds[8]
- Mike Cavalerul
- Miffy's Adventures Big and Small [9]
- Molang [10]
- Monchhichi
- Maya, albina
- Mașa și ursul [11]
  - Poveștile lui Mașa
- Micul meu ponei: Prietenia este magică[12]
- The Ollie & Moon Show
- Pajanimals (2017–prezent)
- Peg și Pisica[13]
- Playdate
- Eroii în pijama (2017–prezent)[14]
- Ranger Rob[15]
- Super Wings [16]
- Splash și Bubbles
- Trucktown [17]
- Trulli Tales[18]
- WellieWishers[19]
- Yeti Tales[20]
- Zafari[21]